# ا لیست اپارت
ا لیست اپارت (به انگلیسی: A List Apart) یک مجلهٔ اینترنتی برای طراحان وب است. این وب‌نامه، موضوعات مختلف و گوناگونی را در بر می‌گیرد و استفاده از استانداردهای وب در فرایند طراحی را تبلیغ می‌کند. معمولاً مقالات آن را نویسندگان میهمان می‌نویسند که عضو هیئت تحریریه نیستند.
ALA توسط نویسنده، سخن‌ران و طراح مشهور وب، جفری زلدمن بنیان نهاده شد. این مجله، ابتدا در سال ۱۹۹۷ به صورت یک لیست پستی کار خود را با زلدمن و برایان م. پلاتز آغاز کرد و یک سال بعد، در سال ۱۹۹۸ به صورت یک وب‌سایت درآمد. ALA به هر کسی اجازه می‌دهد برایش مقاله بفرستد، آنگاه ویراستارهای مجله، مقالات ارسالی را بازبینی می‌کنند و در صورت صلاح‌دید در شماره‌های آینده منتشر می‌نمایند.